# Michael Giacchino
Michael Giacchino (ur. 10 października 1967 w Riverside) – amerykański kompozytor ścieżek dźwiękowych do filmów, seriali telewizyjnych i gier komputerowych. Stworzył muzykę do filmu Gwiezdne Wojny:Łotr 1, Spider-Man: Bez drogi do domu oraz serialu Zagubieni, filmów Iniemamocni, Star Trek  i gier Medal of Honor czy Call of Duty. 
W 2005, zdobył nagrodę Emmy za najlepszą kompozycję w serialu dramatycznym, w serialu Zagubieni.
W 2010, za muzykę do filmu animowanego Odlot, otrzymał szereg prestiżowych nagród, m.in. Oscara, Złoty Glob, BAFTA. Jest też dwukrotnym laureatem Annie za produkcje Ratatuj oraz Iniemamocni. Zdobył też dwie nagrody Grammy za najlepszy album ze ścieżką filmową z filmów Odlot i Ratatuj.
W 2015 stworzył muzykę do filmu Kraina jutra. Jest również autorem muzyki do filmów animowanych, jak Zwierzogród czy Coco.